# UFC 27
UFC 27: Ultimate Bad Boyz foi um evento de artes marciais mistas promovido pelo Ultimate Fighting Championship, ocorrido em 27 de julho de 2000 no Lakefront Arena, em Nova Orleans, nos Estados Unidos.